# Luomajärvi (sjö i Mellersta Finland)
Luomajärvi är en sjö i Finland. Den ligger i kommunen Kannonkoski i landskapet Mellersta Finland, i den centrala delen av landet, 300 km norr om huvudstaden Helsingfors. Luomajärvi ligger 128 meter över havet. Den är 8,5 meter djup. Arean är 41,1 hektar och strandlinjen är 3,83 kilometer lång. Sjön  ingår i Kymmene älvs huvudavrinningsområde.   I omgivningarna runt Luomajärvi växer i huvudsak blandskog.